# Deutschland (1933)
Pour les articles homonymes, voir Deutschland.
Le Deutschland est un croiseur lourd allemand de la Reichsmarine puis de la Kriegsmarine lancé en 1931. Renommé Lützow en 1940, il est le premier de la classe Deutschland. Il participa à la guerre d'Espagne, puis au début de la Seconde Guerre mondiale à la bataille de l'Atlantique puis à l'invasion du Danemark et de la Norvège. Il est coulé dans les basses eaux du canal de Piast sur la côte de la mer Baltique en avril 1945 et coulé comme bateau cible en mer Baltique par la marine soviétique en 1948.

## Construction et caractéristiques

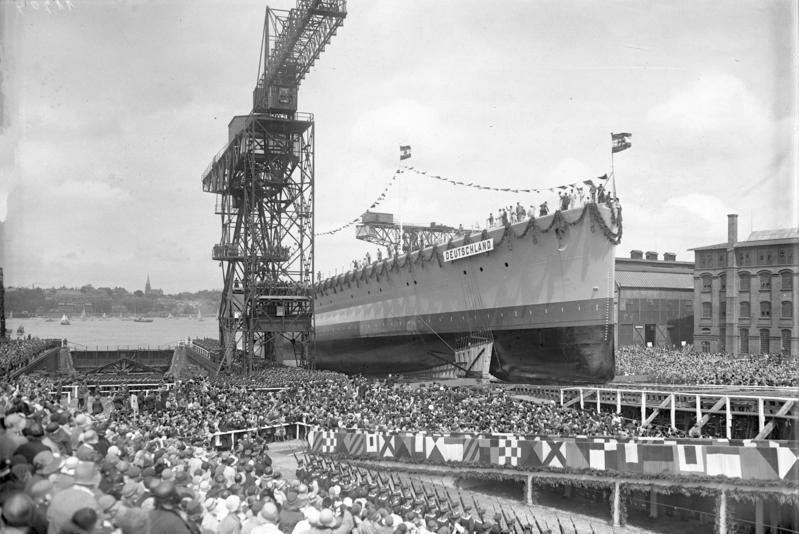
Le Deutschland lors de son lancement.

Le navire est construit par les chantiers Deutsche Werke à Kiel. Sa quille est posée le 5 février 1929, il est admis au service en avril 1933. Il embarque 2 hydravions de reconnaissance Arado Ar 196 sur son pont et comprend un système de radar Funkmess-Ortung (FuMO).
Il a servi dans la Kriegsmarine pendant la guerre d'Espagne. Il a été endommagé le 29 mai 1937 par un raid de bombardiers Tupolev SB soviétiques (31 morts et 74 blessés), alors qu'il faisait partie du comité de non-intervention, en raison probablement d'une confusion avec le croiseur nationaliste Canarias. En représailles, l’Admiral Scheer bombarde le port républicain d'Almería. Staline ordonnera par la suite à ses forces de ne pas attaquer les navires allemands et italiens.
En 1940, il est renommé Lützow après que le croiseur lourd portant alors ce nom soit revendu, non encore achevé, aux Soviétiques
Pendant la Seconde Guerre mondiale, le Deutschland participe notamment à la bataille de l'Atlantique, à l'opération Weserübung, à la bataille du détroit de Drøbak (il est sérieusement endommagé par un sous-marin britannique lors de son retour) et la bataille de la mer de Barents.
Le 16 avril 1945, le Lutzow est coulé  par un raid de la RAF dans les eaux peu profondes du canal de Piast, près du port de Swinemünde. Le pont du navire reste hors d'eau et une partie de son artillerie (dont la tourelle "A") est remise en état le 22 avril. Elle sera utilisée du 28 au 30 avril contre les troupes soviétiques.
Renfloué, il servira de navire-cible pour la Marine soviétique en mer Baltique et sera coulé en 1948.